# Thetidia viridis
Thetidia viridis är en fjärilsart som beskrevs av Burrows 1900. Thetidia viridis ingår i släktet Thetidia och familjen mätare. Inga underarter finns listade i Catalogue of Life.